# Baratin
Pour le film adapté de l'opérette, voir Baratin (film).
Airs
- Les Baobabs

Baratin est une opérette française en deux actes et six tableaux d'Henri Betti, Jean Valmy et André Hornez créée le 18 mars 1949 à l'Européen. Elle s'y est jouée jusqu'en juin 1952 pour un total de 1024 représentations .

## Synopsis
Baratin est un petit magouilleur, toujours à la recherche d'affaires où il peut se faire de l'argent.

## Fiche technique
- Livret : Jean Valmy
- Paroles : André Hornez
- Musique : Henri Betti
- Orchestrations : Jo Moutet
- Mise en scène : Alfred Pasquali
- Production : Bruno Coquatrix
- Date de première représentation : 18 mars 1949 à l'Européen
- Date de dernière représentation : juin 1952
- Nombre de représentations : 1024

## Distribution
- Roger Nicolas : Baratin
- Max Elloy : Bouteloup
- Norbert Pierlot : Michaux
- Dominique Tirmont : François
- Jackie Rollin : Adélaïde
- Claude Chenard : Patricia
- Jacqueline Mille : Colette
- Suzanne Brunner : Lulu
- Anne-Marie Noël : Brigitte
- Edwige Johanson : Martine
- Francis Boyer : Tonin
- Henry Gerrar : Dubois-Dumas
- Muni del Monte : Blanche Neige

## Chansons
- Les Baobabs
- App'lez moi l'gérant
- Baratin
- La Clé de mon cœur
- Corps et Âme
- Du moment
- Elle n'est pas très...
- Je me marie
- Où tu vas, je vais

## Adaptation au cinéma
- 1956 : Baratin de Jean Stelli, avec Roger Nicolas et Ginette Baudin.

## Anecdote
C'est pendant les répétitions de cette opérette qu'André Hornez et Henri Betti ont rencontré leurs futures épouses, membres du corps de ballet[réf. nécessaire].